# St. Johannes Baptist (Siddinghausen)

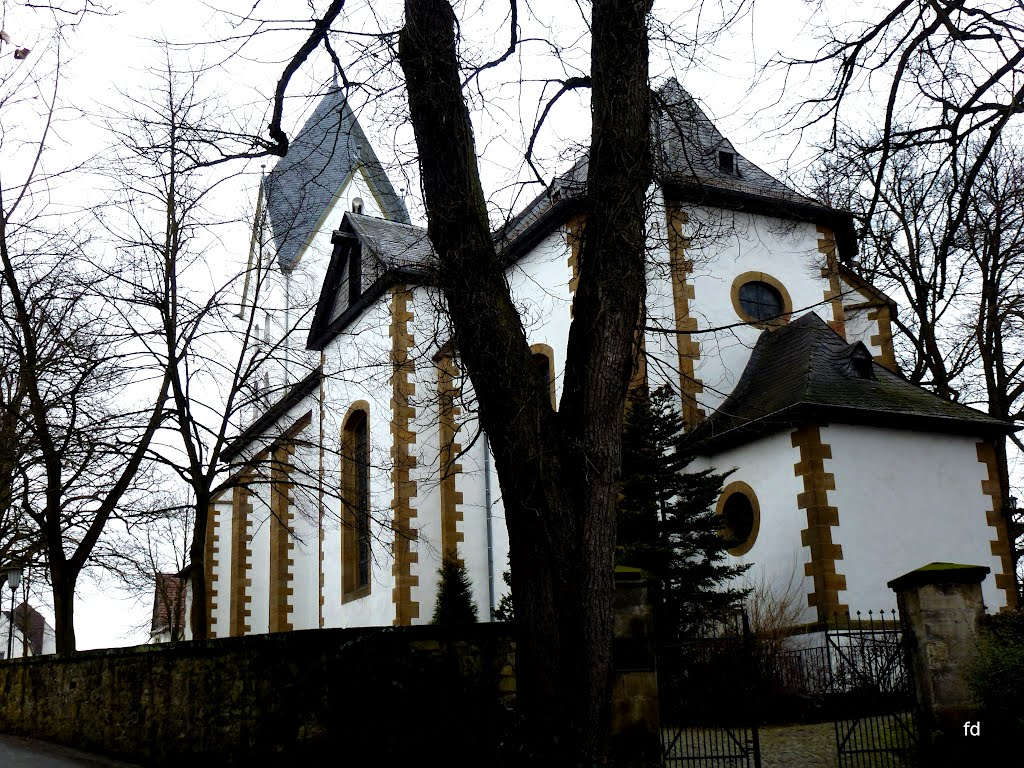
St. Johannes Baptist

Die Pfarrkirche St. Johannes Baptist liegt im Bürener Stadtteil Siddinghausen im Kreis Paderborn (Nordrhein-Westfalen). Die katholische Kirche und Gemeinde gehört zum Pastoralverbund Büren im Dekanat Büren-Delbrück des Erzbistums Paderborn.
Die Kirche ist Johannes dem Täufer geweiht. Es handelt sich um einen einschiffigen vierjochigen Saalbau mit dreiseitig geschlossenem Chor in barockem Stil. Das vierte Joch von Westen ist über die Flucht der Längswände querschiffartig erweitert und außen durch Dreiecksgiebel akzentuiert. Die Portale, Fenstereinfassungen, Strebepfeiler und Gebäudekanten sind aus Sandstein gefertigt. Das Dach ist mit Schiefer eingedeckt und die Wandflächen sind weiß verputzt. Der pilastergegliederte Innenraum wird von einem gotisierenden Kreuzgratgewölbe überspannt. Pilaster und Gewölbegrate sind farblich betont, das Gewölbe des vierten Jochs, vor dem Triumphbogen, weist ein stuckiertes IHS-Monogramm im Strahlenkranz auf. Der Kirchenraum verfügt über eine einheitliche, reiche barocke Ausstattung.
|  |

## Geschichte
Schon um 800 soll in Siddinghausen ein heidnischer Tempel gestanden haben, der von den Franken zerstört wurde und durch eine christliche Kirche, einem Holzbau, ersetzt wurde. Eine Sage erzählt davon, dass ein Rest des Tempels, ein Spiggestein noch um 1900 am Eingang der Kirche gestanden habe, auf den jeder Kirchgänger spucken musste. Die heutige Kirche wurde in den Jahren 1723 bis 1737 erbaut. Der Westturm der Kirche besteht zu Teilen noch aus einer romanischen Kirche aus dem 12. Jahrhundert. Das Geläut der Kirche besteht aus drei Sonderbronzeglocken, 1948 von Junker in Brilon gegossen und gestimmt auf das Te-Deum-Motiv g′ – b′ – c″.